# Duarte Fernando Álvarez de Toledo
Duarte Fernando Álvarez de Toledo(? - Madrid, 1 de julho de 1671), Conde de Oropesa, 3.º Marquês de Frechilla,  e Vice-rei de Navarra.
Exerceu o vice-reinado de Navarra entre 1643 e 1645. Antes dele o cargo foi exercido por Sebastián Suárez de Mendoza. Seguiu-se-lhe Luís Ponce de León.
Era o filho varão de Fernando Álvarez de Toledo y Portugal e era neto do português D. Duarte de Bragança, 1.º Marquês de Frechilla, da Casa de Bragança. Teve descendência.